# Stowting
Stowting – wieś i civil parish w Anglii, w Kent, w dystrykcie Folkestone and Hythe. W 2011 civil parish liczyła 351 mieszkańców. Stowting jest wspomniana w Domesday Book (1086) jako Estotinghes.